# 特瓦皮蒂鎮區 (密蘇里州密西西比縣)
特瓦皮蒂鎮區（英語：Tywappity Township）是位於美國密蘇里州密西西比縣的一個行政鎮區。

## 地方資料
特瓦皮蒂鎮區的面積為274.89平方千米，當中陸地面積為264.84平方千米，而水域面積為10.05平方千米。根據2020年美國人口普查的數據，當地共有人口5567人，而人口密度為每平方千米20.25人。